# Carl Levin (senator)
 For alternative betydninger, se Carl Levin. (Se også artikler, som begynder med Carl Levin)
Carl Levin (født 28. juni 1934 i Detroit, Michigan, død 29. juli 2021) var en amerikansk politiker fra det demokratiske parti, der i en periode var medlem af USA's senat. Efter at demokratene vandt majoriteten i senatet i 2006 var Levin været leder af senatets forsvarskomité, som han har været i to perioder tidligere (2001 og 2001-2003). Han var bror til kongressmedlemmet Sander Levin, som repræsenterer Michigans 12. kongresdistrikt. Carl Levin giftede sig med Barbara Halpern i 1961, som han fik tre døtre med.